# 2481 Burgi
2481 Burgi је астероид главног астероидног појаса чија средња удаљеност од Сунца износи 2,569 астрономских јединица (АЈ).
Апсолутна магнитуда астероида је 13,8.